# Ácido carmínico
El ácido carmínico, E-120, C.I. 75470, Natural Red 004, es una sustancia química compleja utilizada como colorante rojo extraído de la cochinilla (Dactylopius coccus)  u otros insectos. Se utiliza como colorante en cosméticos (gelificante, etc.) y como E-120 en la industria alimenticia para dar un color rojo a los alimentos o a bebidas, aunque se sustituye cada vez más por colorantes sintéticos más baratos. Un sustituto ampliamente utilizado es el Ponceau 4R , un colorante azoico con el número E124.
El nombre deriva de la palabra árabe-persa kermes, que es el nombre de una baya roja.
En Europa se utiliza el ácido carmínico obtenido a partir de insectos autóctonos al menos desde la Edad de Hierro, y se han descubierto restos, por ejemplo, en tumbas de la cultura de Hallstatt.

## La cochinilla

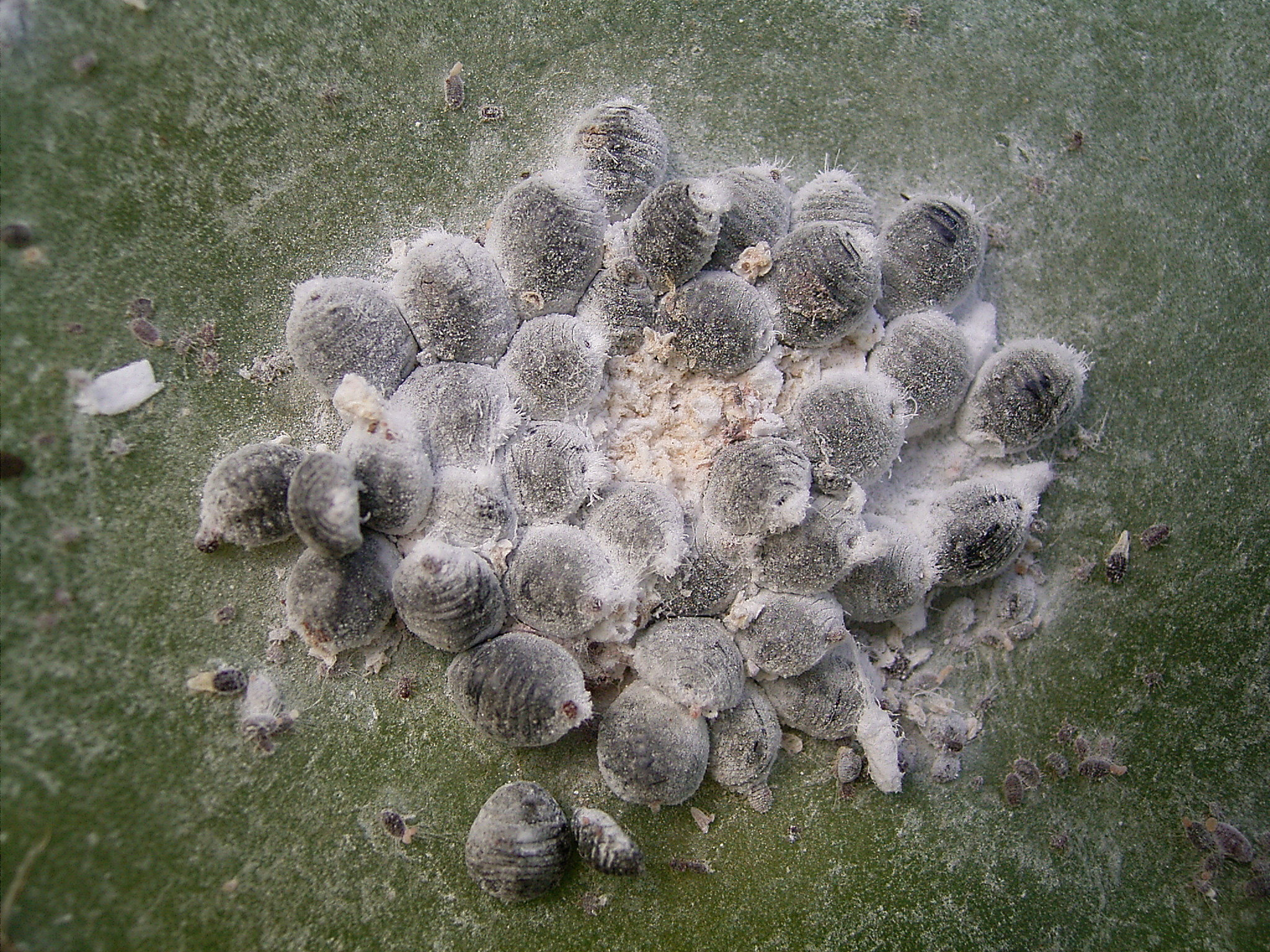
Dactylopius coccus

La cochinilla es un insecto pequeño que vive como huésped de la tuna, alimentándose de la savia de la penca; que parasita en los cladodios o pencas  del cacto nopal.
El macho no tiene aparato bucal pero posee un par de alas que le sirven para moverse y fecundar a la hembra; este vive tres días únicamente.
Los insectos que producen esta sustancia son muy pequeños, [cita requerida] pero son muy ricos en colorante, alcanzando las hembras adultas hasta el 21 % de producto en su peso seco.
Después del descubrimiento de América se consigue más fácilmente de las hembras de la cochinilla Dactylopius coccus, que vive sobre todo en plantas suculentas del tipo Opuntia, llegan a su edad adulta a los 200 días.
España importó grandes cantidades de este producto desde México entre los siglos XVI y XVIII, que luego se distribuía por toda Europa. Fue uno de los productos más rentables de América.
Para la cría de este insecto se introdujeron estas plantas incluso en las Islas Canarias y en la España peninsular.

## Extracción
El colorante se forma en realidad al unirse la sustancia extraída de los insectos con un metal como el aluminio o el calcio y para algunas aplicaciones (bebidas especialmente) con el amoníaco[cita requerida]. 
Para la obtención del pigmento "carmín" (el complejo del ácido carmínico con aluminio) se secan las cochinillas y se hierven a 100 °C  en agua con algo de ácido sulfúrico. El ácido se disuelve. Luego se precipita añadiendo alumbre y cal. El ácido carmínico se une al ion de aluminio como ligando quelato. 
1 kg de insectos da aproximadamente 50 g de carmín.
La primera síntesis total del compuesto se consiguió en 1991 por parte de Allevi, P. y colaboradores.

## Uso en Biología Molecular
El ácido carmínico se utiliza mezclado con ácido acético (0.1 % Rojo Ponceau, 5 % ácido acético) para visualizar proteínas sobre membranas de nitrocelulosa. Es un colorante muy usado, ya que luego puede decolorarse con facilidad con ácido acético y metanol, y las proteínas pueden ser visualizadas posteriormente con un anticuerpo (Western blot). Aunque tiene menor sensibilidad de detección que otros colorantes permanentes como Coomassie blue o la plata, es un método que permite una detección rápida.

## Mercado
Durante el siglo pasado, el principal centro de producción fueron las Islas Canarias, pero actualmente se obtiene principalmente en Perú, con una participación de más del 85 % del mercado mundial, seguido de Chile, Islas Canarias (España) y otros (Ecuador, México, Bolivia).

## Utilización
Los extractos de cochinilla y el ácido carmínico son colorantes orgánicos naturales, mientras que los carmines son colorantes orgánico-artificiales.
Este colorante es utilizado como aditivo en alimentos, medicamentos y cosméticos. Posee la clasificación FD&C de la Administración de Drogas y Alimentos (FDA) de los Estados Unidos y está incluido en la lista de aditivos de la Comunidad Económica Europea (actual Unión Europea) bajo los parámetros de toxicidad permitida -Ingesta Diaria Admitida IDA-.
Es probablemente el colorante con mejores características tecnológicas de entre los naturales, pero se utiliza cada vez menos debido a su alto precio. Confiere a los alimentos a los que se añade un color rojo muy agradable, utilizándose en conservas vegetales y mermeladas (hasta 100 mg/kg), helados, productos cárnicos y lácteos, como el yogur y el queso fresco (20 mg/kg de producto) y bebidas, tanto alcohólicas como no alcohólicas. 
Este colorante es un sustituto adecuado para los colorantes artificiales como el rojo 40 pero por ser de origen animal es caro comparado con los sintéticos.

### Reacciones alérgicas al ácido carmínico
Como colorante alimentario, se sabe que puede generar ciertas reacciones alérgicas y anafilaxia a ciertas personas.
Los alimentos que poseen este colorante pueden ser un problema para ciertos grupos de la población humana que siguen dietas, no sólo para aquellas personas que tienen alergia al carmín. Puede ser el caso de los vegetarianos, los veganos que no comen productos animales, los seguidores de religiones con dietas culinarias específicas (como por ejemplo kashrut en el judaísmo y el halal en el Islam).